# Dorthe Jørgensen
 Der er for få eller ingen kildehenvisninger i denne artikel, hvilket er et problem. Du kan hjælpe ved at angive troværdige kilder til de påstande, som fremføres i artiklen.

Dorthe Jørgensen (født 1959) er en dansk filosof, idéhistoriker, litteraturhistoriker og teolog, dr.phil. & dr.theol.

## Uddannelse og karriere
Hun er nysproglig student fra Skanderborg Amtsgymnasium 1978, blev cand.mag. i idé- og litteraturhistorie fra Aarhus Universitet 1988, ph.d. i idéhistorie 1995 fra samme, dr.phil. i filosofi og idéhistorie 2006 (første danske kvindelige doktor i filosofi) og dr.theol. i systematisk teologi 2014, begge ligeledes ved Aarhus Universitet.
I 1984-86 studerede Jørgensen ved Institut für Philosophie und Sozialwissenschaft ved Freie Universität Berlin, heraf et år som scholarstipendiat finansieret af Deutscher Akademischer Austauschdienst. Hun var i årene 1984-92 deltager i en lang række studiekredse ved Nordisk Sommeruniversitet.
1987-1988 var hun ansat ved Institut for Idéhistorie som scholarstipendiat finansieret af Aarhus Universitets Forskningsfond og var 1988-89 tilknyttet Institut for Idéhistorie som scholarstipendiat finansieret af Carlsbergfondet. I årene 1989-91 var Jørgensen kandidatstipendiat ved Institut for Idéhistorie og var samtidig i ni måneder i 1991 visiting scholar ved Columbia University i New York City, hvor hun var knyttet til Department of English and Comparative Literature. 
I årene 1995-98 var hun adjunkt ved Institut for Idéhistorie og blev dernæst ansat som først lektorvikar og siden lektor. Lektorat blev siden opgraderet til lektor msk (med særlige kvalifikationer). I 2004 blev hun af Statens Humanistiske Forskningsråd erklæret professorkvalificeret, og siden 2010 har Dorthe Jørgensen været professor mso (med særlige opgaver) ved Institut for Filosofi og Idéhistorie.
Jørgensen opholdt sig fem måneder ved Det Danske Institut for Videnskab og Kunst i Rom i 2005-06 samt to uger i 2018, og hun opholdt sig halvanden måned ved Det Danske Institut for Kultur og Videnskab i Damaskus foråret 2010.

## Hæder
I 2003 blev hun tildelt Aarhus Universitets Jubilæumsfonds Videnskabspris for fremragende forskning, undervisning og formidling. I 2014 blev hendes teologiske disputats "Den skønne tænkning" nomineret til Årets Danske Forskningsresultat og vandt prisen Hædrende Omtale, og i 2016 blev hun tildelt Dansk Forfatterforenings Faglitterære Pris. Hendes talrige udgivelser er udkommet med støtte fra Aarhus Universitets Forskningsfond (ni gange), Statens Humanistiske Forskningsråd/Forskningsrådet for Kultur og Kommunikation (to gange), Dansk Litteraturinformationscenter, Ny Carlsbergfondet, Overretssagfører L. Zeuthens Mindelegat, Augustinusfonden og Felix-Fonden.

## Forskningstemaer
Dorthe Jørgensen er særligt optaget af den filosofiske æstetik, religionsfilosofi og hermeneutisk fænomenologi og har i krydspunktet mellem disse formuleret en filosofi, som hun benævner erfaringsmetafysik. Denne filosofi omhandler menneskers erfaringer af merbetydning eller transcendens i forbindelse med såvel kunst, musik og litteratur som f.eks. naturen, hverdagslivet og religiøse eller spirituelle praksisser.